# Les Deux Orphelines (film, 1921)
Pour les articles homonymes, voir Les Deux Orphelines.
Pour plus de détails, voir Fiche technique et Distribution.

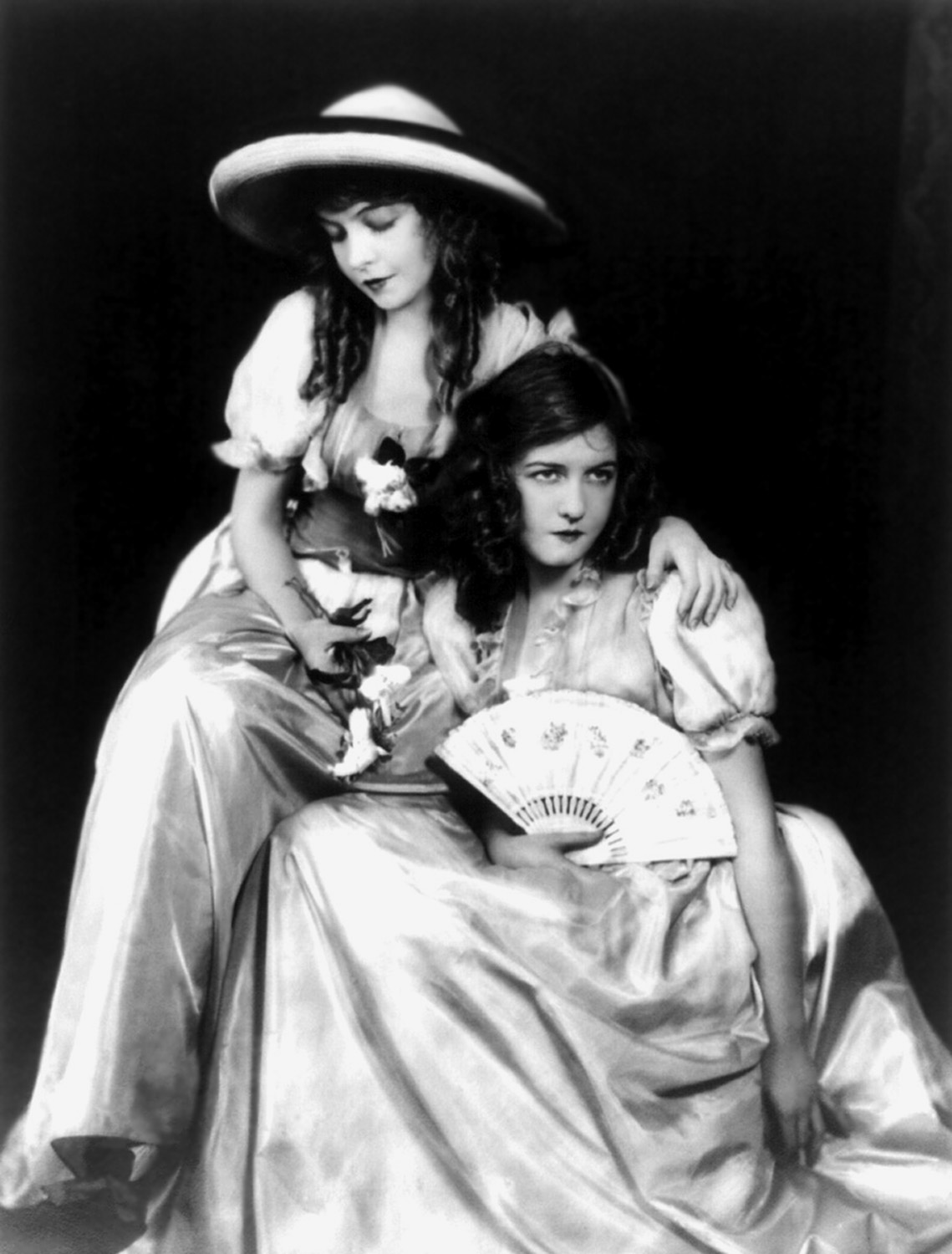
Lillian Gish et sa sœur Dorothy dans une photographie publicitaire du film.

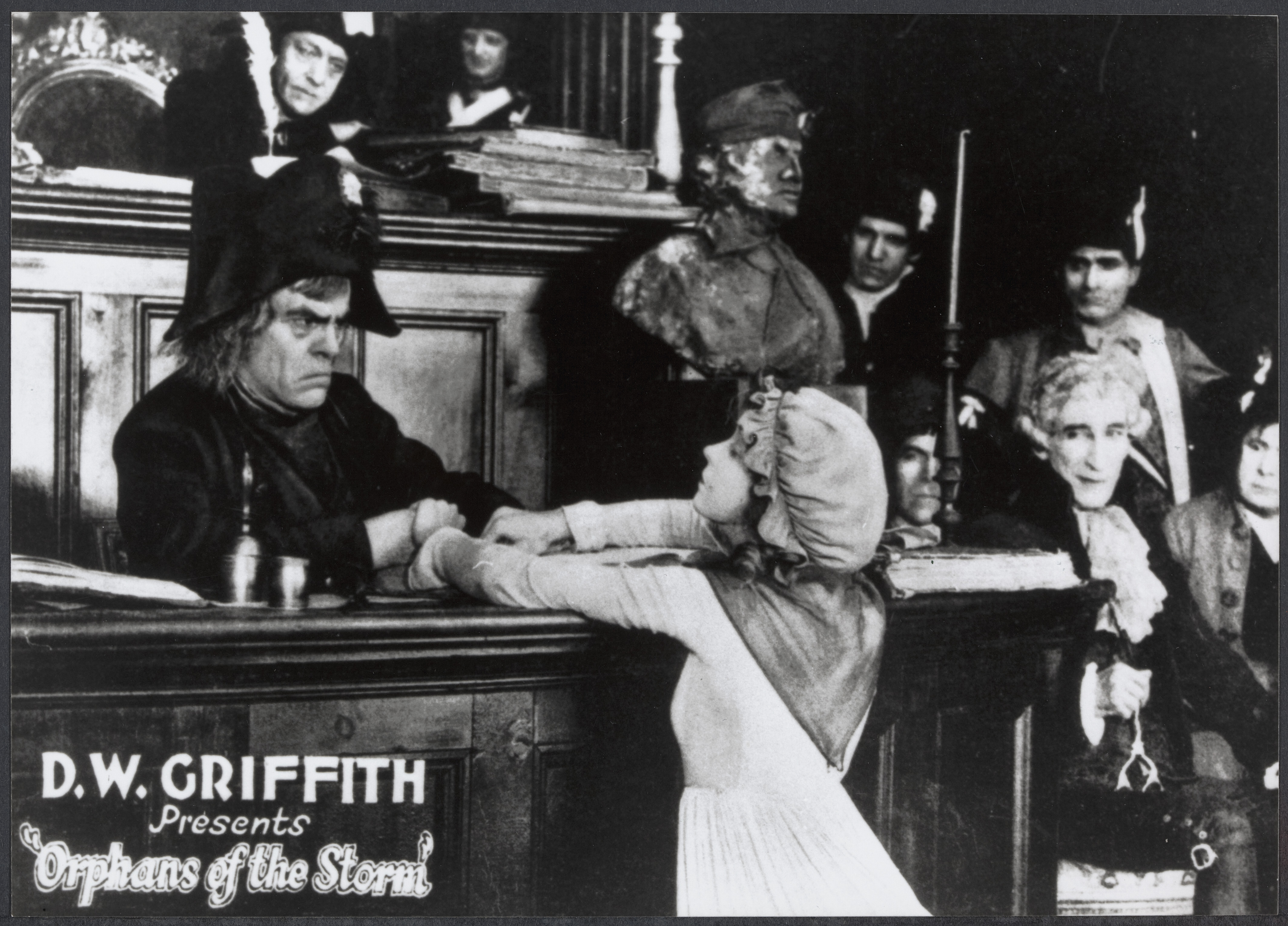
Scène du film avec Leslie King, Lillian Gish et Sidney Herbert.

Les Deux Orphelines (Orphans of the Storm) est un film américain muet et en noir et blanc, réalisé par D. W. Griffith, sorti en 1921.
C'est le dernier grand film de Griffith dans lequel il retrace l'histoire de deux jeunes filles emportées dans la tourmente de la Révolution française.
Le film est adapté du roman français du même nom écrit en 1892 par Adolphe d'Ennery et Eugène Cormon, roman lui-même adapté de leur pièce de théâtre de 1874 : Les Deux Orphelines. Depuis 1906, il y a eu treize adaptations cinématographiques du roman.

## Synopsis
Au XVIIIe siècle, peu avant la Révolution française, l’orpheline Henriette Gérard accompagne Louise, sa sœur adoptive aveugle, à Paris. Les deux jeunes filles espèrent bien trouver un médecin qui guérira Louise de sa cécité. Hélas, Henriette est enlevée par le marquis de Presles, un roué qui a décidé d'en faire son jouet. Louise n'a pas plus de chance que sa sœur : livrée à elle-même, elle tombe dans les mains de la mère Frochard, une mégère alcoolique qui ne cessera de l'humilier et de la tourmenter pour la forcer à mendier. Tout paraît s'arranger avec l'intervention du chevalier de Vaudrey et de la comtesse de Linières, lorsque la Révolution éclate.

## Fiche technique
- Titre original : Orphans of the Storm
- Titre français : Les Deux Orphelines
- Réalisation : D. W. Griffith
- Scénario : D. W. Griffith (sous le pseudonyme de Marquis de Trolignac), d'après le roman et la pièce de théâtre, Les Deux Orphelines d’Adolphe d'Ennery et Eugène Cormon
- Photographie : Hendrik Sartov, Paul Allen et G. W. Bitzer
- Décors : Charles M. Kirk et Edward Scholl
- Costumes : Herman Patrick Tappe (non crédité)
- Musique : Louis F. Gottschalk, John Lanchbery et William Frederick Peters
- Montage : James et Rose Smith, assistés de Margaret Booth
- Production : D.W. Griffith Productions
- Société de distribution : United Artists (États-Unis) ; Films Erka (France)
- Pays de production :  États-Unis
- Format : noir et blanc — 1,37:1 — 35 mm — film muet
- Genre : drame psychologique et historique
- Durée : 150 minutes
- Dates de sortie :
  - États-Unis : 28 décembre 1921 (Boston)
  - France : 15 septembre 1922[1]

## Distribution
- Lillian Gish : Henriette Girard
- Dorothy Gish : Louise
- Joseph Schildkraut : le chevalier de Vaudrey
- Frank Losee : le comte de Linières
- Catherine Emmet : la comtesse de Linières
- Morgan Wallace : le marquis de Praille
- Lucille La Verne : la mère Frochard
- Frank Puglia : Pierre Frochard
- Sheldon Lewis : Jacques Frochard
- Creighton Hale : Picard
- Leslie King : Jacques « qui n'oublie pas » (« Forget-Not » en VO)
- Monte Blue : Danton
- Sidney Herbert : Robespierre
- Lee Kohlmar : Louis XVI
- Louis Wolheim : le bourreau
- Flora Finch : la paysanne affamée
- Marcia Harris : la propriétaire d'Henriette
- Frances Robinson : Henriette à cinq ans (non créditée)

## Autres adaptations au cinéma et à la télévision

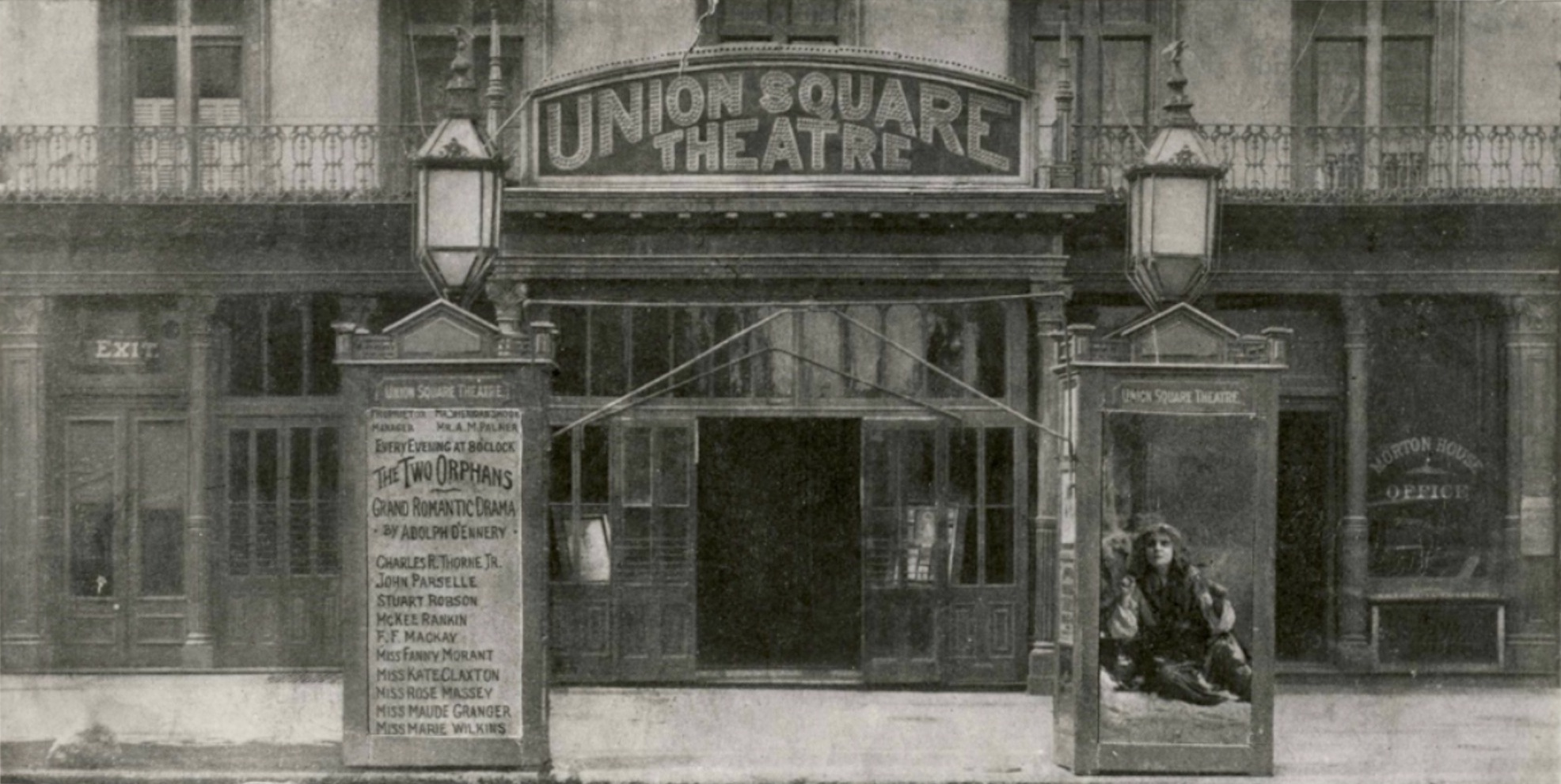
Les Deux Orphelines à l’affiche de l’Union Square Theatre de la 14e Rue à Manhattan.

- 16 février 1878 : As duas órfãs, opéra monté par la compagnie de Vicente Pontes de Oliveira avec un orchestre symphonique dirigé par Francisco Libânio Collas, pour l’inauguration du Teatro da Paz à Belém.
- 1906 : Les Deux Orphelines, film de Alf Collins.
- 1907 : Les Deux Orphelines, film américain de Francis Boggs.
- 1910 : Les Deux Orphelines, film de Albert Capellani.
- 1910 : Les Deux Orphelines, film de Georges Monca.
- 1911 : Les Deux Orphelines, film américain d'Otis Turner et Francis Boggs.
- 1915 : Les Deux Orphelines, film américain de Herbert Brenon.
- 1921 : Les Deux Orphelines, film américain de D. W. Griffith.
- 1933 : Les Deux Orphelines, film de Maurice Tourneur.
- 1942 : Les Deux Orphelines, film italien de Carmine Gallone.
- 1944 : Les Deux Orphelines, film de José Benavides (d) .
- 1949 : Les Deux Orphelines, film de Hassan Al Imam.
- 1954 : Les Deux Orphelines, film franco-italien de Giacomo Gentilomo.
- 1961 : Les Deux Orphelines, téléfilm, adaptation de Youri.
- 1965 : Les Deux Orphelines, film italien de Riccardo Freda.
- 1981 : Les Deux Orphelines, téléfilm de Gérard Thomas.

## Musique
En 2008, Baudime Jam a composé une partition originale pour l'accompagnement en direct du film.
Elle a été créée par le Quatuor Prima Vista.

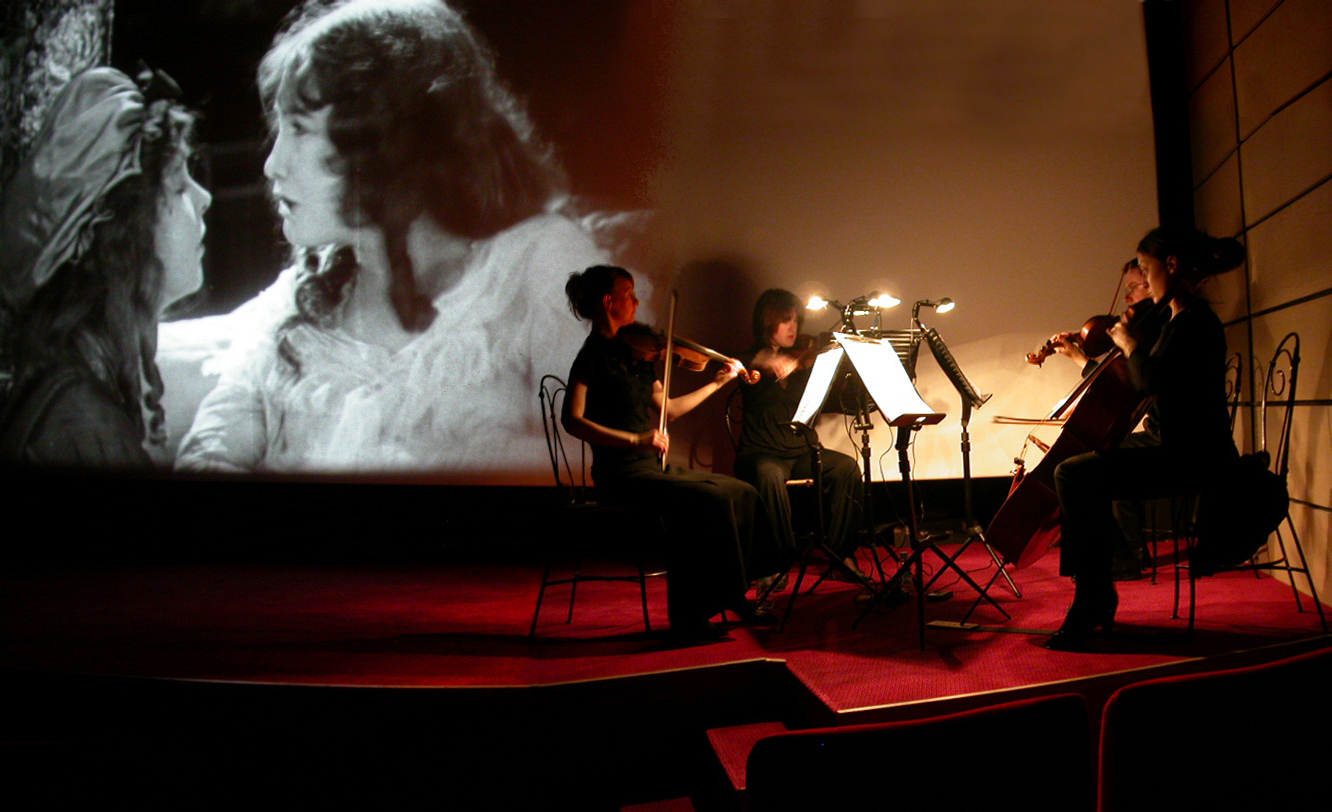
Le Quatuor Prima Vista accompagne Les deux Orphelines en ciné-concert.